# Liste des sites Ramsar au Cambodge
Cet article recense les zones humides du Cambodge concernées par la convention de Ramsar.

## Statistiques
La convention de Ramsar est entrée en vigueur au Cambodge le 23 octobre 1999.
En janvier 2020, le pays compte 5 sites Ramsar, couvrant une superficie de 852,35 km2.

## Liste
| Site                                                                 | Province     | Notes | Date            | Superficie (km²) | Altitude (m) | Identifiant Ramsar | Identifiant WDPA | Coordonnées                        | Photo |
| -------------------------------------------------------------------- | ------------ | ----- | --------------- | ---------------- | ------------ | ------------------ | ---------------- | ---------------------------------- | ----- |
| Boeng Chhmar (en) et système fluvial et plaine d’inondation associés | Kampong Thom |       | 23 juin 1999    | 280,00           | 10           | 997                | 198314           | 12° 48′ 32″ nord, 104° 16′ 59″ est |       |
| Koh Kapik et îlots associés                                          | Kaoh Kong    |       | 23 juin 1999    | 120,00           | 0 - 2        | 998                | 198315           | 11° 28′ 01″ nord, 103° 04′ 01″ est |       |
| Étendues du Mékong au nord de Stoeng Treng                           | Stoeng Treng |       | 23 juin 1999    | 146,00           | 50           | 999                | 198316           | 13° 44′ 02″ nord, 106° 00′ 00″ est |       |
| Prek Toal (en)                                                       | Battambang   |       | 2 octobre 2015  | 213,42           | 2 - 10       | 2245               | 555624178        | 13° 08′ 49″ nord, 103° 37′ 55″ est |       |
| Stung Sen (en)                                                       | Kampong Thom |       | 2 novembre 2018 | 92,93            | 4 - 15       | 2365               |                  | 12° 37′ 52″ nord, 104° 30′ 54″ est |       |